# Saint-Symphorien (Alpes-de-Haute-Provence)
Saint-Symphorien est un ancien village et une ancienne commune française, située dans le département des Alpes-de-Haute-Provence en région Provence-Alpes-Côte d'Azur.
Elle est rattachée à Entrepierres en 1974 en tant que commune associée, transformée en fusion simple en 1977. C'est aujourd'hui un village fantôme.

## Géographie
Saint-Symphorien se situe sur le Vançon, à l'est d'Entrepierres. La commune avait une superficie de 14,84 km2

## Histoire
La communauté de Saint-Symphorien est citée au XIe, Sanctus Symphorianus. Au Moyen Âge, l’église Saint-Symphorien dépendait de l’abbaye de Chardavon (actuellement dans la commune de Saint-Geniez), abbaye qui percevait les revenus attachés à cette église. Le prieuré Saint-Gervais était dans la même situation. Le château et le fief appartenaient à la famille Rodulph, puis passa aux Oraison du XVe au XVIe siècle, puis aux Valbelle jusqu’à la Révolution.
La mort de la reine Jeanne Ire ouvre une crise de succession à la tête du comté de Provence, les villes de l’Union d'Aix (1382-1387) soutenant Charles de Duras contre Louis Ier d'Anjou. La communauté de Saint-Symphorien se rallie au parti angevin après la mort de celui-ci, la question de faire partie du domaine royal et donc relever d’un autre régime légal et fiscal, ayant vraisemblablement un rôle dans la décision de la communauté. En 1392, Raimond de Turenne détruit le château de Saint-Symphorien, qui était situé sur la colline appelée la Tour (à l'est du village). La peste noire et ces destructions dues aux routiers, dans le sillage de la guerre de Cent Ans, causent la disparition de la communauté de Saint-Symphorien. Alors qu’elle comptait 68 feux au dénombrement de 1315, elle est complètement désertée à celui de 1471. En 1765, elle comptait 223 habitants.
Durant la Révolution française, pour suivre le décret de la Convention du 25 vendémiaire an II invitant les communes ayant des noms pouvant rappeler les souvenirs de la royauté, de la féodalité ou des superstitions, à les remplacer par d'autres dénominations, la commune de Saint-Symphorien change de nom pour Pont-sur-Vanson.
En 1851, à la suite du coup d'État du 2 décembre de Louis-Napoléon Bonaparte, les pays de Sisteron, Forcalquier, Manosque développent une résistance pour défendre la République : 15 000 hommes prennent les armes. Les résistants prennent le contrôle de la préfecture à Digne, et forment un « Comité départemental de résistance ». Mais le soulèvement du département a lieu en retard du reste de la France : quand les premiers succès sont acquis, le coup d'État a déjà vaincu toute résistance ailleurs. Les défenseurs de la Deuxième République préfèrent se disperser. Après l’échec de l’insurrection, une sévère répression s’abat sur ceux qui se sont levés pour défendre la République, dont un habitant de la commune.
En 1863, la commune dispensait déjà une instruction primaire aux garçons mais aucune n’est donnée aux filles : ni la loi Falloux (1851) qui impose l’ouverture d’une école de filles aux communes de plus de 800 habitants, ni la première loi Duruy (1867), qui abaisse ce seuil à 500 habitants, ne la concerne,. Les subventions accordées par la deuxième loi Duruy (1877) permettent de construire une école neuve. Et ce n’est qu’avec les lois Ferry que les petites filles sont scolarisées.
La commune subit un important exode rural à partir des années 1850. Elle est également touchée par les épisodes mortels régionaux ou nationaux : épidémies de choléra puis guerres mondiales (hommes morts au front durant la Première Guerre mondiale). Durant la Seconde Guerre mondiale, le département est occupé par l'Italie de novembre 1942 à septembre 1943, puis par l'Allemagne nazie jusqu'en août 1944.
Jusqu’au milieu du XXe siècle, la vigne était cultivée dans la commune. Il produisait un vin destiné en partie à l’autoconsommation, mais surtout au marché de Sisteron. Cette culture est aujourd’hui abandonnée.
Par arrêté préfectoral du 24 septembre 1973, la commune de Saint-Symphorien, (ainsi que celle de Vilhosc) en voie de désertification, est rattachée à Entrepierres sous forme de fusion-association. Cette fusion-association est transformée, le 1er mars 1977 en fusion simple, par arrêté préfectoral du 1er mars 1977. Aujourd'hui, le village est abandonné.

## Administration

### Liste des maires
| Période | Période | Identité | Étiquette | Qualité |
| ------- | ------- | -------- | --------- | ------- |
|         |         |          |           |         |

### Liste des maires délégués
| Période | Période | Identité | Étiquette | Qualité |
| ------- | ------- | -------- | --------- | ------- |
|         |         |          |           |         |

## Population et société

### Démographie
Saint-Symphorien est encore plus touché par la crise des XIVe et XVe siècles, puisque la communauté est anéantie. Au XIXe siècle, la commune est elle aussi marquée par une période d’« étale », mais qui y dure peu de temps, de 1811 à 1836. L’exode rural est donc précoce à Saint-Symphorien. En 1891, la commune a déjà perdu plus de la moitié de sa population par rapport au maximum historique de 1836. Ce mouvement de baisse continue jusqu'à la désertification actuelle.
| 1315    | 1471     | 1765 | 1793 | 1800 | 1806 | 1821 | 1831 | 1836 |
| ------- | -------- | ---- | ---- | ---- | ---- | ---- | ---- | ---- |
| 68 feux | inhabité | 223  | 233  | 154  | 151  | 201  | 213  | 213  |

| 1841 | 1846 | 1851 | 1856 | 1861 | 1866 | 1872 | 1876 | 1881 |
| ---- | ---- | ---- | ---- | ---- | ---- | ---- | ---- | ---- |
| 172  | 167  | 180  | 175  | 167  | 154  | 155  | 139  | 128  |

| 1886 | 1891 | 1896 | 1901 | 1906 | 1911 | 1921 | 1926 | 1931 |
| ---- | ---- | ---- | ---- | ---- | ---- | ---- | ---- | ---- |
| 136  | 101  | 76   | 56   | 58   | 57   | 16   | 14   | 18   |

| 1936 | 1946 | 1954 | 1962 | 1968 | 1975 | - | - | - |
| ---- | ---- | ---- | ---- | ---- | ---- | - | - | - |
| 7    | 6    | 4    | 2    | 6    | -    | - | - | - |

Histogramme

(élaboration graphique par Wikipédia)

## Culture locale et patrimoine

### Lieux et monuments

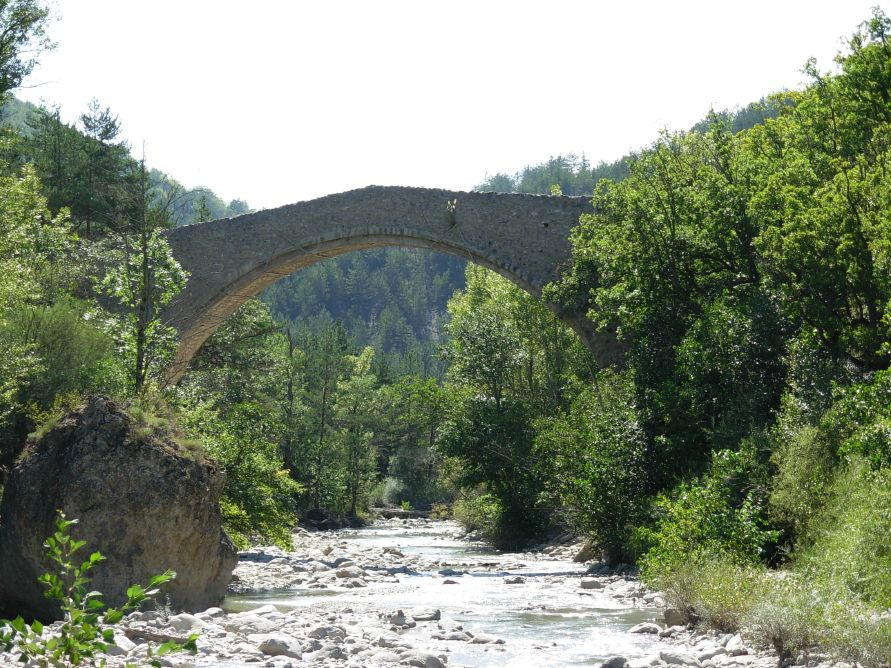
Le pont de la reine Jeanne.

- Pont dit de la reine Jeanne (faisant référence à la reine Jeanne), situé sur le Vançon, entre les anciennes communes de Vilhosc et de Saint-Symphorien. En dos-d’âne, son arche mesure 10 m de diamètre, et soutient une chaussée large de 2,17 m ; il date du XVIIe ou du XVIIIe siècle[15], inscrit à l’inventaire supplémentaire des monuments historiques[16].
- Église Saint-Symphorien, ancienne église paroissiale du village, aujourd'hui désaffectée.

### Héraldique
| Blason de Saint-Symphorien | Blason  | De gueules à la fasce d'argent chargée de l'inscription « ST SYMPHORIEN » en lettres capitales de sable. |
| Blason de Saint-Symphorien | Détails | Blason attribué par Charles d'Hozier à la fin du XVIIe siècle.                                           |